# Italia. Bene Comune

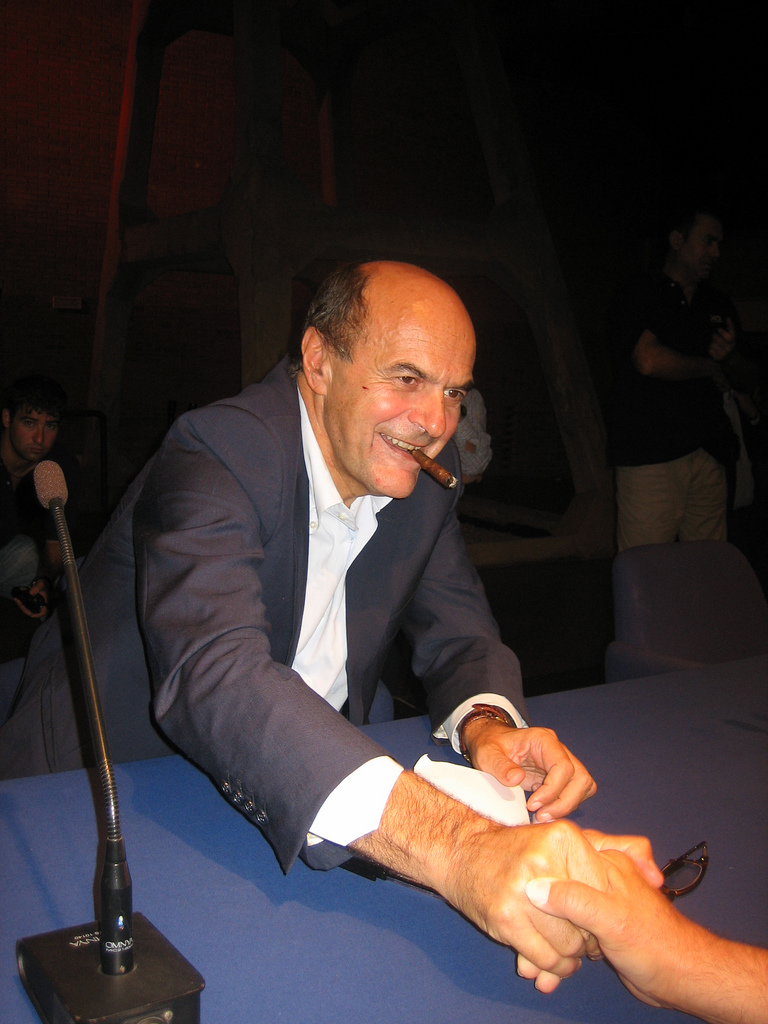
Bersani è stato il leader della coalizione

Italia. Bene Comune è stata una coalizione politica italiana di centro-sinistra, formatasi in vista delle elezioni politiche del 2013.

## Storia
La nascita della coalizione fu annunciata il 31 luglio 2012 dal Segretario del Partito Democratico Pier Luigi Bersani e ufficializzata il 13 ottobre (a seguito di un'intesa tra Bersani, Vendola per Sinistra Ecologia Libertà e Nencini per il Partito Socialista Italiano), attraverso la presentazione di una "carta d'intenti" comune e fissando la data delle elezioni primarie per la scelta del candidato comune alla presidenza del Consiglio.

### Primarie "Italia. Bene Comune"
Le elezioni primarie si sono svolte con un sistema a doppio turno il 25 novembre e il 2 dicembre 2012. Pier Luigi Bersani ha vinto le primarie sia al primo che al secondo turno con circa il 45% e 61% dei voti contro il presidente della regione Puglia Nichi Vendola, il Sindaco di Firenze Matteo Renzi, Bruno Tabacci e Laura Puppato.
Il 28 dicembre 2012, a seguito di un incontro tra Massimo Donadi (in rappresentanza di Diritti e Libertà, raggruppamento nato da una scissione dell'Italia dei Valori) e Bruno Tabacci (già candidato alle primarie di coalizione), è nato "Centro Democratico", quarto partito della coalizione di centrosinistra per le elezioni 2013.

### Le primarie per i candidati al Parlamento
Il 29 e 30 dicembre i due partiti maggiori della coalizione, ossia PD e SEL, hanno svolto le elezioni primarie per la scelta dei candidati alla carica di parlamentare nei diversi collegi elettorali.

### Dissoluzione della coalizione
Nell'aprile 2013, il leader di SEL Nichi Vendola ha annunciato che il suo partito non avrebbe fatto parte del governo di Enrico Letta, che vedeva il PD, guidato temporaneamente da Guglielmo Epifani dopo le dimissioni di Pier Luigi Bersani, alleato col PdL di Silvio Berlusconi e con Scelta Civica di Mario Monti, collocandosi così all'opposizione. Questo ha portato - de facto - alla dissoluzione della coalizione.

## Composizione
Facevano parte della coalizione alcune formazioni politiche: alcune a livello nazionale, altre a livello regionale:

### A livello nazionale
| Partito                     | Ideologia                              | Leader             |
| --------------------------- | -------------------------------------- | ------------------ |
| Partito Democratico         | Socialdemocratici; Cristiano-sociali   | Pier Luigi Bersani |
| Sinistra Ecologia Libertà   | Socialisti democratici; Ecologisti     | Nichi Vendola      |
| Partito Socialista Italiano | Socialdemocratici; Socialisti liberali | Riccardo Nencini   |
| Centro Democratico          | Cristiano democratici; Socio-liberali  | Bruno Tabacci      |

### A livello regionale
- Partito Socialista Italiano si presenta solamente al Senato nelle regioni: Lazio, Campania e Calabria; nel resto delle regioni per la Camera non presenta sue liste, ma candida alcuni suoi esponenti nelle liste del PD[14];
- Centro Democratico si presenta in tutte le circoscrizioni della Camera, ad eccezione del Trentino Alto Adige, e in tutte le regioni per il Senato, ad eccezione dell'Umbria[15].
- Per il Trentino-Alto Adige:
  - Per la Camera dei deputati fanno parte della coalizione anche il Partito Autonomista Trentino Tirolese (PATT) e la Südtiroler Volkspartei (SVP), che si presentano insieme in una lista unica; SEL ha trovato un accordo con i Verdi del Sudtirolo/Alto Adige, che presentano i candidati Florian Kronbichler, Michil Costa e Cristina Kury;
  - Per il Senato nella regione vi sono i collegi uninominali. Per i tre collegi del Trentino è stato raggiunto un accordo tra PD, PATT e Unione per il Trentino (quest'ultimo a livello nazionale sostiene la coalizione di centro e non il centrosinistra).[16] in Alto Adige il PD ha trovato un accordo con la SVP, presentando Francesco Palermo come candidato comune nel collegio di Bolzano-Bassa Atesina[17], mentre per gli altri collegi è stato dato sostegno ai candidati della Stella alpina Hans Berger e Karl Zeller;
- In Piemonte e Lombardia la coalizione alle elezioni viene sostenuta, al Senato, anche dai Moderati, il cui leader Giacomo Portas si candida per la Camera nelle liste del PD in Piemonte[18];
- In Sicilia la coalizione alle elezioni viene sostenuta, al Senato, anche dalla lista di centrosinistra Il Megafono - Lista Crocetta, guidata dal presidente dell'isola Rosario Crocetta[19][20][21];
- In Valle d'Aosta, la coalizione presenterà la lista Per la Valle d'Aosta - Autonomie Liberté Démocratie[22][23][24][25];

## Risultati elettorali
| Elezione       | Elezione  | Voti       | %         | Seggi     |
| -------------- | --------- | ---------- | --------- | --------- |
| Politiche 2013 | Camera    | 10 047 808 | 29,55     | 345 / 630 |
| Senato         | 9 686 471 | 31,63      | 123 / 315 |           |